# 亞納庫奇利亞山
14°26′S 70°58′W / 14.433°S 70.967°W

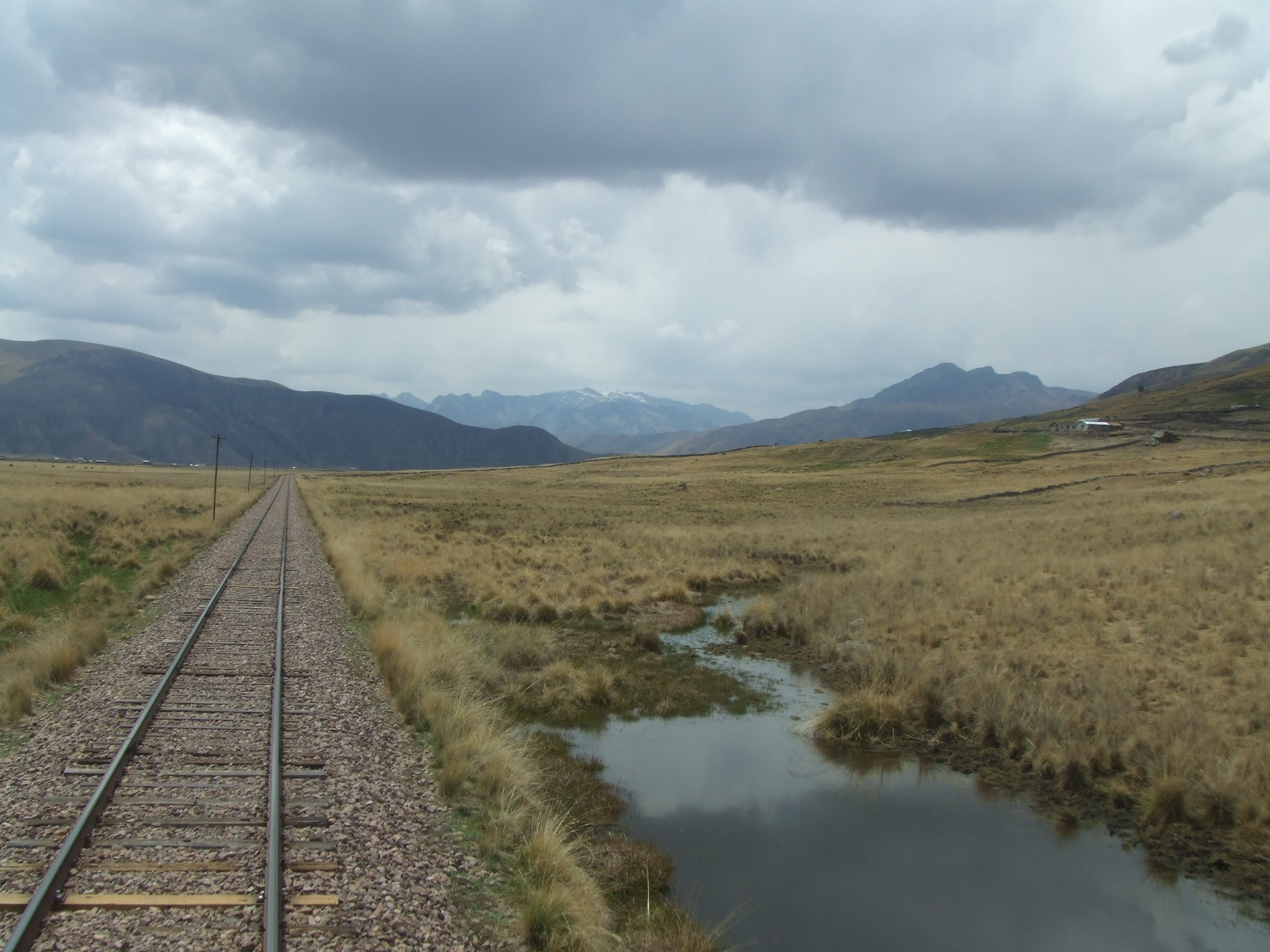

亞納庫奇利亞山（Yana Khuchilla），是秘魯的山峰，位於該國東南部普諾大區的梅爾加省，屬於安第斯山脈中拉亞山脈的一部分，海拔高度5,472米。